# 中美洲返路戲

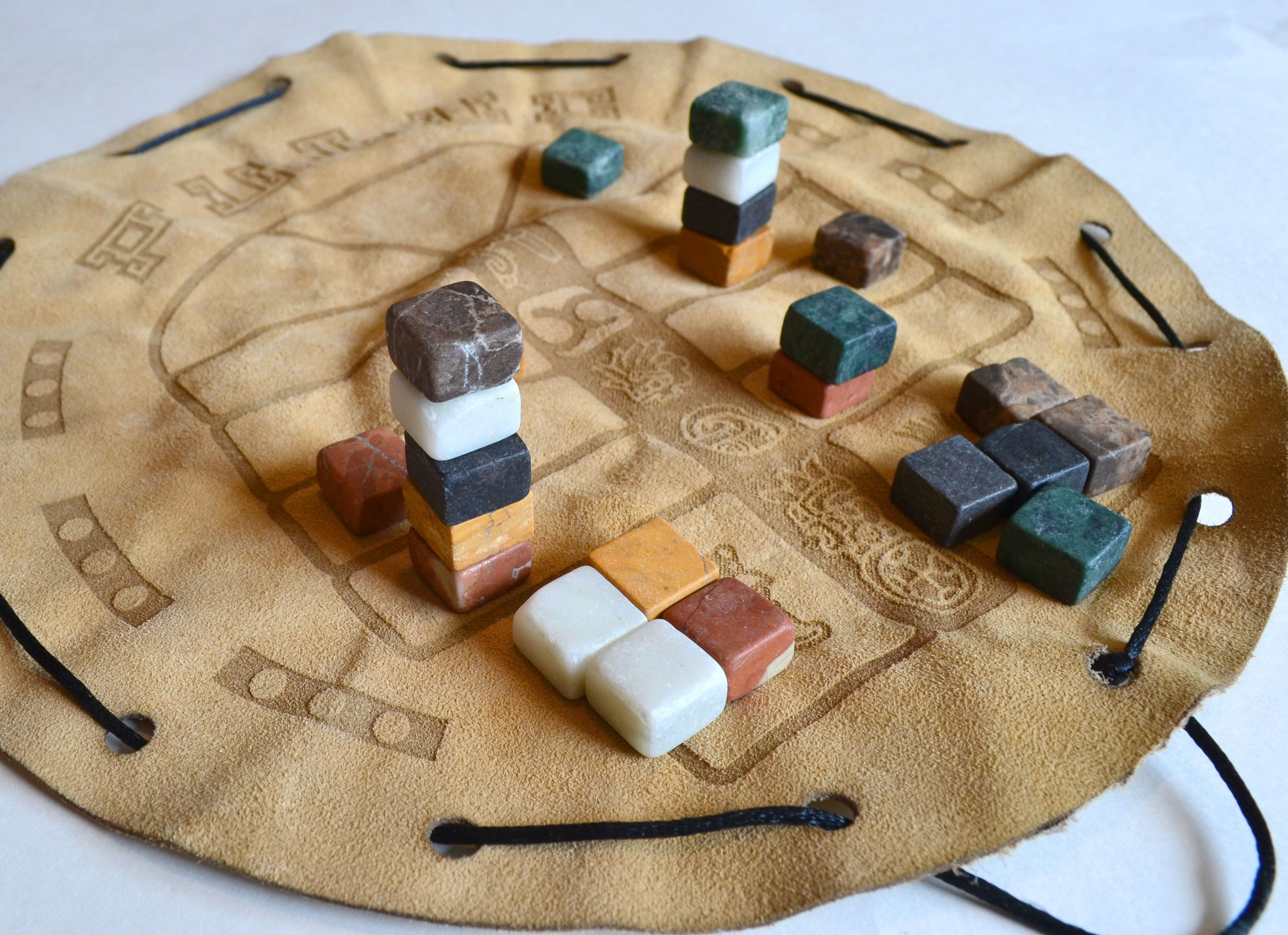
中美洲返路戲

中美洲返路戲（Puluc），也有稱呼為Bul、Buul、或Boolik，是中美洲流傳已久的擲鬥遊戲。

## 棋具
- 棋盤通常為十一條橫行，每橫行可五枚棋子。

```
+---+---+---+---+---+---+---+---+---+---+---+
| O |   |   |   |   |   |   |   |   |   | @ |
| O |   |   |   |   |   |   |   |   |   | @ |
| O |   |   |   |   |   |   |   |   |   | @ |
| O |   |   |   |   |   |   |   |   |   | @ |
| O |   |   |   |   |   |   |   |   |   | @ |
+---+---+---+---+---+---+---+---+---+---+---+
```

- 每方五枚可堆疊的棋子。
- 擲具為五枚劈木。

## 博法
- 初始佈置為雙方棋子置於最近己方的橫行。
- 底下沒壓敵棋的己棋，移動方向為正前方。底下壓有敵棋的己棋，移動方向為正後方。
- 每回合擲劈木，然後根據結果移動一枚己棋走一到五步，至空格、或敵棋處。至只有一枚敵棋的棋格時，將該敵棋壓在該己棋下。
- 底下壓敵棋的己棋移回己方底行時，將底下的該敵棋移除遊戲，不再使用。並且還可將一枚被壓的己棋拿回放回該縱列的己方底行。
- 無法行棋時須放棄移動。
- 以消滅所有敵棋為勝。[1]

## 外部連結
- 遊戲介紹（页面存档备份，存于）